# José S. Vivanco
José Santiago Vivanco Lozano (Linares, Nuevo León; 29 de marzo de 1899 - Monterrey, Nuevo León; 1 de julio de 1979) fue un político mexicano que ocupó la gubernatura interina de Nuevo León, cubriendo el período que correspondía al gobernador Ignacio Morones Prieto.

## Biografía
Nació en Linares, Nuevo León, el 29 de marzo de 1899, siendo el menor de los 6 hijos de Manuel Vivanco Ramírez, originario de General Terán, y de María Anunciación Lozano del Yerro, originaria de Madrid, España. Desde muy joven, José S. Vivanco comenzó a interesarse profundamente por las cuestiones políticas y, a partir de 1930, se dedicó de lleno a esa actividad ocupando puestos menores en el gobierno estatal.
Siempre en ascenso, bajo la gubernatura del licenciado Arturo B. de la Garza (entre 1943 y 1949) Vivanco ocupó el puesto de tesorero general. Al iniciarse el período del doctor Ignacio Morones Prieto, éste lo nombró secretario general de gobierno, cargo que desempeñó hasta diciembre de 1952, cuando el gobernador renunció a su puesto.
Fue entonces que el Congreso Local lo designó gobernador interino por un periodo de seis meses; es decir, del 5 de diciembre de 1952 al 31 de mayo de 1953, fecha en la que el mismo Congreso lo ratificó para gobernar hasta el 4 de octubre de 1955.
El gobierno de José S. Vivanco se significó por las obras realizadas en Monterrey y en diversos municipios de la entidad para dotar a los habitantes del servicio de agua potable. Se estableció del líquido a los municipios de General Treviño, Cadereyta Jiménez, Villa de Santiago, Allende, San Nicolás de los Garza, General Terán y Vallecillo. Monterrey amplió su abastecimiento de agua gracias a un tendido de tubería de 48 pulgadas y de más de diez mil metros de longitud, desde el Santa Catarina hasta el tanque del Obispado.
Por otra parte, se llevaron a cabo obras de pavimentación y revestimiento en las carreteras de China a General Terán; de Cadereyta Jiménez a Allende y de Galeana a San Roberto.
Para responder al reto que el enorme crecimiento de Monterrey representaba, el gobernador Vivanco envió al Congreso local una iniciativa de ley de condominios que derogaba a la anterior, que permitía únicamente las construcciones urbanas de manera horizontal. Con la nueva ley la ciudad pudo expandirse verticalmente y dar respuesta a satisfactoria a la demanda de vivienda que la creciente población planteaba. En materia de justicia, se estableció en Monterrey un Tribunal de Circuito con el objeto de evitar que se saturara de amparos la Suprema Corte de Justicia de la Nación.
Bajo la gestión del gobernador Vivanco se dio impulso a los cultivos de maíz y cítricos. Se construyó sobre el río Bravo la presa Falcón, que fue inaugurada el 19 de octubre de 1953, y cuya planta hidroeléctrica proporcionó energía a las poblaciones fronterizas de Nuevo León y Tamaulipas.
Ese mismo año, en noviembre, fue inaugurado el servicio de teléfonos automáticos, lográndose con ello un alto grado de eficiencia en materia de comunicación telefónica.También en 1953 se iniciaron las obras de perforación en el municipio de General Bravo, con el objetivo de buscar hidrocarburos en el subsuelo.
José S. Vivanco Lozano murió el 1 de julio de 1979 en la ciudad de Monterrey.